# Petr Albrecht
Petr Albrecht je český novinář a manažer, od listopadu 2023 ředitel Televizního studia Brno České televize, předtím vedoucí brněnského zpravodajství ČT.

## Život
V letech 2003 až 2006 vystudoval bakalářský obor mediální studia a žurnalistika na Filozofické fakultě Univerzity Palackého v Olomouci (získal titul Bc.), mezi roky 2006 až 2009 studoval stejný obor i na Fakultě sociálních studií Masarykovy univerzity. Vzdělání si pak doplnil v letech 2018 až 2020 magisterským oborem marketingová komunikace na Fakultě multimediálních komunikací Univerzity Tomáše Bati ve Zlíně (získal titul Mgr.).

## Pracovní kariéra
Začínal v deníku Právo, v letech 2006 až 2009 pracoval jako redaktor zpravodajství v brněnské redakci Lidových novin, vyzkoušel si i funkci tiskového mluvčího. Od roku 2009 působí v České televizi, nejprve jako scenárista a dramaturg (např. pořad Kaleidoskop). Později se stal editorem zpravodajství a následně vedoucím redakce brněnského zpravodajství ČT. Od roku 2016 se také věnuje pedagogické činnosti, kdy vede jako externí vyučující a školitel kurzy o televizní žurnalistice a sociálních sítích na Fakultě sociálních studií MUNI.
Od listopadu 2023 se stal novým ředitelem Televizního studia Brno České televize, a to na návrh generálního ředitele Jana Součka, který do konce září 2023 funkci ředitele TS Brno sám zastával. V říjnu 2023 Albrechtovo jmenování do funkce schválila i Rada ČT, mandát je čtyřletý.